# Lẩu cừu

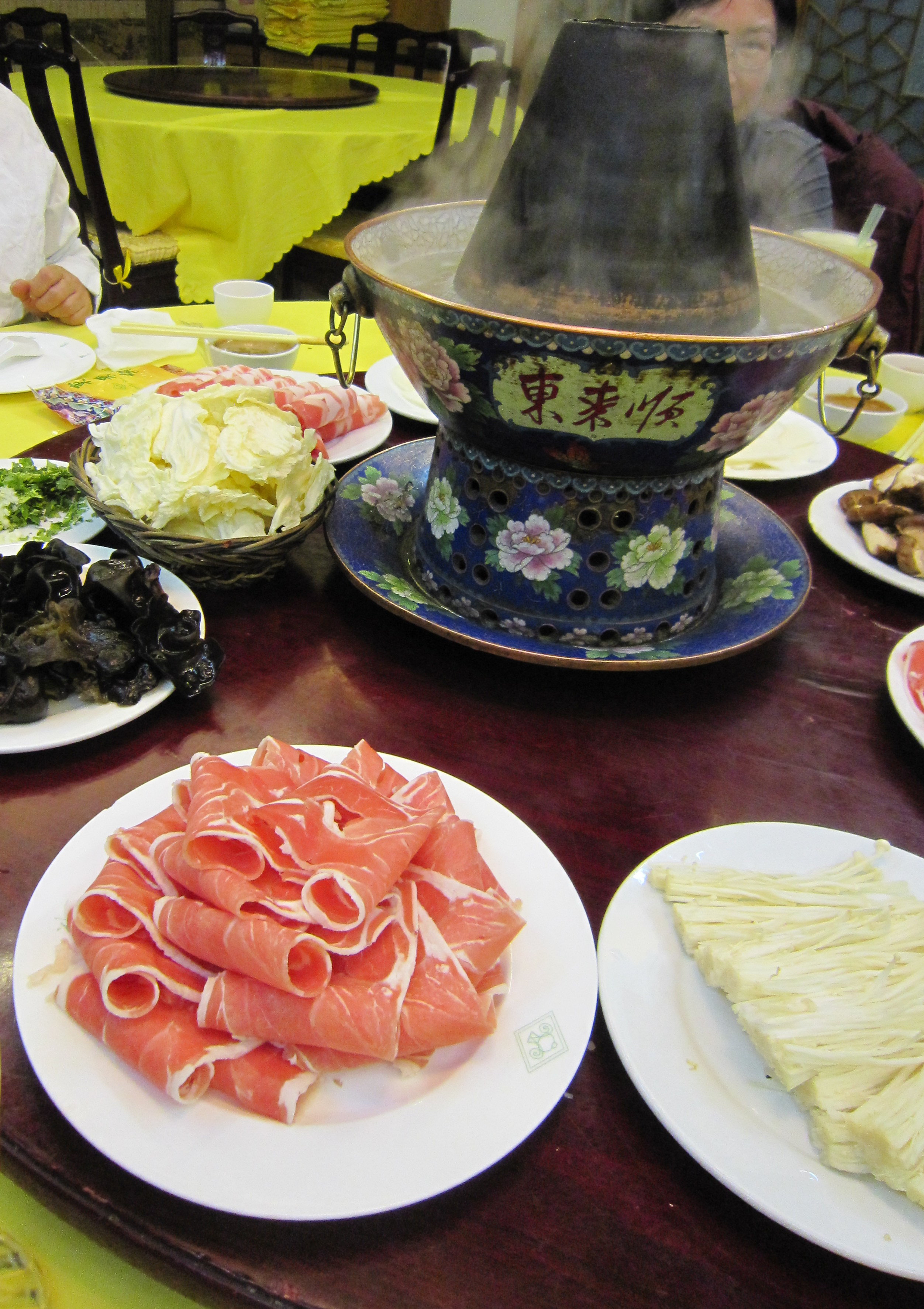
Một suất lẩu cừu ở một nhà hàng tại Bắc Kinh với đĩa thịt cừu non và nồi lẩu nghi ngút khói

Lẩu cừu (Instant-boiled mutton) hay còn gọi là lẩu cừu non Mông Cổ (Mongolian Fire Pot) là một món lẩu từ thịt cừu trong ẩm thực Trung Hoa có nguồn gốc từ Mông Cổ trong thời nhà Nguyên. Người Trung Quốc gọi món này là Shuàn Yángròu (涮羊肉). Món ăn này thông dụng ở Trung Quốc, Mông Cổ và được du nhập vào Việt Nam trong giai đoạn gần đây.

## Lịch sử
Lẩu cừu được cho là đã có xuất xứ từ thời kỳ nhà Nguyên khi người Mông Cổ thống trị Trung Quốc đại lục. Trong một trận chiến, đại hãn Mông Cổ lúc đó là Hốt Tất Liệt đột nhiên thèm ăn thịt cừu. Nhưng lúc đó tình hình cấp bách, quân đối phương đang lai vãng khắp nơi nên không có điều kiện bày biện linh đình. Để thỏa cơm thèm ăn của Đại hãn, người đầu bếp đã sơ chế rất nhanh món ăn bằng cách cắt mỏng những phần thịt cừu non tơ và nhúng nó vào trong nồi nước nóng để chín nhanh, ông ta nhúng nhanh vào nồi nước có ướp muối rồi đem ra dâng lên cho Đại hãn.
Hốt Tất Liệt dùng nhanh món này rồi quay trở ra chiến trường và dành chiến thắng giòn dã. Sau đó trong yến tiệc khao quân, Hốt Tất Liệt yêu cầu người đầu bếp chế biến lại món này để thưởng thức và hồi tưởng lại trận chiến và đặt tên cho nó là lẩu cừu. Món ăn này sau được lan truyền ra Trung Quốc và trở thành món ăn của người Tàu. Theo truyền thống thì người Hoa sẽ ăn món này ở nhà trong những ngày thời tiết giá lạnh, họ tụ tập và ăn cùng nhau bên nồi lẫu gia đình. Những năm gần đây thì món lẩu cừu này được ăn quanh năm, nó cũng được phục vụ trong các nhà hàng, quán ăn.

## Chế biến

### Nguyên liệu

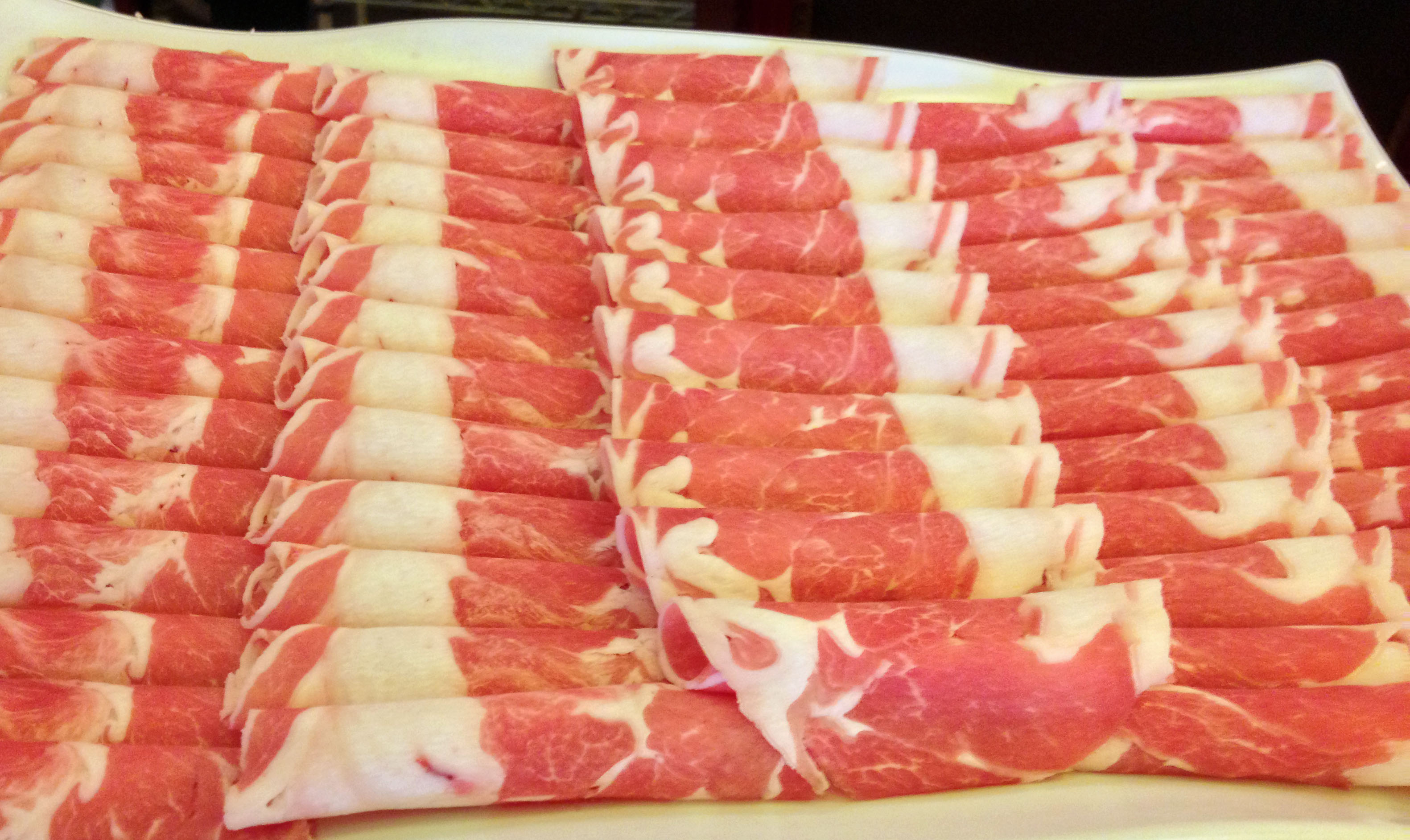
Thịt cừu non

Nguyên liệu quan trọng hàng đầu cho món lẩu cừu non này chính là thịt cừu. Thịt cừu từ lâu được xem là thực phẩm có khả năng đem lại may mắn, sung túc cho người thưởng thức. Thịt cừu được đánh giá cao trong ẩm thực bởi độ mềm mịn của từng thớ thịt với hương vị đậm đà, mà còn bởi giá trị dinh dưỡng mang lại cho sức khỏ, những món ăn được chế biến từ thịt cừu đang trở thành lựa chọn ưu tiên của khá đông người sành ăn. Ở khâu chọn thịt. Thịt được chọn phải có kết cấu mịn, có độ đàn hồi cao, sờ qua cảm nhận được độ dẻo. Mỡ cừu là phần tạo ra mùi vị hăng nên không nên chọn loại thịt có quá nhiều mỡ, đặc biệt thịt cừu đã chuyển sang thâm tím và mỡ có màu vàng thì không nên mua.
Thịt cừu non là món ăn phổ biến trong đời sống của người dân khu vực Nội Mông, Tây Tạng, Trung Á, là nét văn hoá ẩm thực đặc trưng của văn hoá du mục. Những món ăn chế biến từ thịt cừu với người Mông Cổ hàm chứa sự khoáng đạt, thư thái, thấp thoáng hình ảnh hoang dại và mạnh mẽ của vó ngựa nơi thảo nguyên và những đàn cừu đông đúc được chăn thả tự nhiên trên đồng cỏ xanh rộng lớn. Nơi đây sản sinh ra những món ăn độc đáo. Ngày nay, thịt cừu non đã được giới sành ăn trên thế giới ưa chuộng, và là món ăn phổ biến tại nhiều trung tâm ẩm thực của thế giới như Pháp, Mỹ, Úc.

### Thực hiện

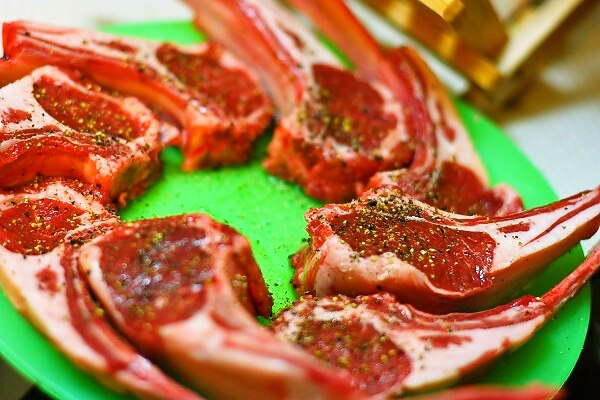
Tẩm ướp cho thịt cừu để khử mùi hăng

Khi sơ chế, thịt cừu có mùi thơm hăng đặc trưng. Trong trường hợp không quen với mùi cừu, có thể sử dụng rượu sake và gừng để khử bớt mùi. Ngoài ra, sử dụng cách này còn giúp thịt cừu mềm và nhanh thấm gia vị hơn. Với rượu sake, có thể rưới trực tiếp lên thịt cừu sau đó bóp nhẹ hoặc ngâm thịt cừu trong rượu khoảng 15 phút sau đó xả sạch lại bằng nước. Để khử mùi bằng gừng, chỉ cần nướng chín một củ gừng, cạo sạch lớp vỏ đen cháy bên ngoài, sau đó giã nhuyễn và rắc lên thịt. Mùi của thịt cừu sẽ nhẹ đi rất nhiều và mùi thơm của gừng sẽ tạo nên vị độc đáo cho thịt cừu.
Cách chế biến cừu được ưa chuộng nhất chính là lẩu cừu bổ dưỡng. Được mệnh danh là dân tộc sống trên lưng ngựa, Mông Cổ hấp dẫn du khách bởi những thảo nguyên đầy nắng gió, và những món ăn được chế biến từ thịt cừu non mang gia vị đặc trưng của vùng Nội Mông, phảng phất hương sắc của văn hóa Trung Á. Tại Mông Cổ, thịt cừu được xem là một món ăn đem lại may mắn và được người dân xứ cao nguyên ưa chuộng trong các bữa ăn hàng ngày vào dịp lễ tết. Một nồi lẩu cừu non Mông Cổ với những lát thịt cừu non thái mỏng, nhúng trong nước lẩu thơm mùi thảo quả quý, và những gia vị của vùng Nội Mông phảng phất hương sắc của văn hóa Trung Á mang lại nét đặc trưng khác biệt.
Một nồi lẩu cừu đúng chất cần kết hợp với nhiều loại thảo mộc giàu dinh dưỡng như táo tàu, kỷ tử, thảo quả, nhãn khô. Ngoài ra, thịt cừu bỏ lẩu cần phải được cắt thật mỏng để khi nhúng vào lẩu, thịt cừu vừa chín tới đã có thể thấm đều gia vị, vị ngọt của nước dùng len lỏi vào từng thớ thịt khiến thịt thơm mềm và vẫn giữ được vị ngọt riêng chỉ có ở thịt cừu. Các thịt viên cừu bỏ lẩu vừa thơm vừa dai, cũng đóng vai trò chủ đạo để nước dùng lẩu thêm đậm đà. Nhằm dung hòa nồi lẩu cừu bổ dưỡng, cần cho thêm các loại rau xanh như cải thìa, cải thảo, cải cúc, bắp Mỹ, nấm, đậu phụ để nước dùng thêm phần thanh ngọt.

## Thưởng thức

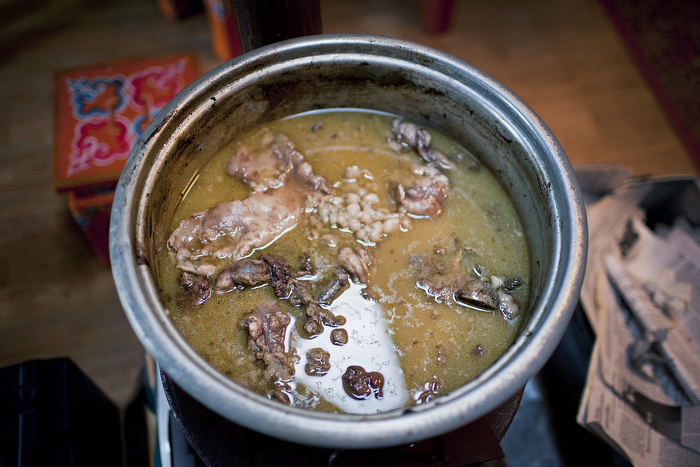
Một nôi lẩu cừu ở Mông Cổ

Theo tập quán của người Mông Cổ, nước lẩu phải đủ đậm đà để khi nhúng kèm đồ ăn, hương vị của lẩu thấm đều vào thực phẩm sẽ cho ra một món ăn vừa miệng mà không cần chấm. Để trải nghiệm trọn vẹn hương vị thơm ngon của lẩu cừu cần phải theo đúng quy tắc là đun sôi nước lẩu, nhúng thịt viên và đậu phụ vào trước, sau đó mới châm thêm nước lẩu rồi mới thêm rau, nấm và mì vào. Thịt cừu bỏ lẩu chỉ nên nhúng vừa chín tái. Vị ngọt của nước dùng sẽ ngấm vào các nguyên liệu khác và mùi thơm của thịt cừu sẽ đọng lại lâu hơn. Mùi thơm đặc trưng của thịt cừu hòa cùng vị ngọt thanh của nước lẩu do các nguyên liệu mang lại sẽ tạo ra một trải nghiệm vị giác.
Với miếng cừu non với những lớp thịt xen đều trong những lớp mỡ, mang tới hương vị béo vừa, mềm tan trong miệng. Phần thịt săn chắc của bắp cừu và mông cừu lại đem tới cảm giác dai, giòn và thú vị khi nhai. Thịt cổ cừu và thịt vai cừu với độ ngọt và mềm tan sau khi nhúng qua nồi nước dùng nghi ngút khói. Nồi nước dùng gồm vị thanh ngọt và cay nồng. Phần nước dùng này được chế biến từ thịt và xương cừu với độ ngọt dịu, thanh mát và mùi thơm nồng. Nếu mùi vị đặc trưng của thịt cừu khó dùng thì nhúng lát thịt cừu vào nồi nước dùng cay tạo khác biệt trong hương vị. Độ cay nồng vừa đủ của ớt và mùi thơm thanh mát của các loại thảo quả đượm đều vào lát thịt cừu, mang lại một mùi vị dễ chịu.
Thưởng thức một nồi lẩu cừu non Nội Mông với những lát thịt cừu thái mỏng nhúng trong nước lẩu thơm mùi thảo quả quý. Lẩu uyên ương dành cho 2 người gồm hai phần nước dùng là cay và ngọt cho người ăn cảm nhận được hương vị. Bên trong nồi lẩu là táo tàu cùng rất nhiều gia vị lẩu cho ra nước dùng thơm vừa ngọt dịu, lại rất thanh mát. Uyên Ương chính là sự hòa quyện, kết hợp giữa hương thơm của thảo quả cùng vị ngọt của thịt và xương ninh tạo nên một loại nước súp vừa miệng, dậy hương nồng nàn trong cuống họng, lại thấm đẫm ngọt ngào trên đầu lưỡi. Món lẩu hoàn hảo cần dùng kèm với mỳ ramen, sợi mì sáng bóng, dai dai rất thích hợp để dùng kèm với lẩu cừu.